# Uwe Ommer

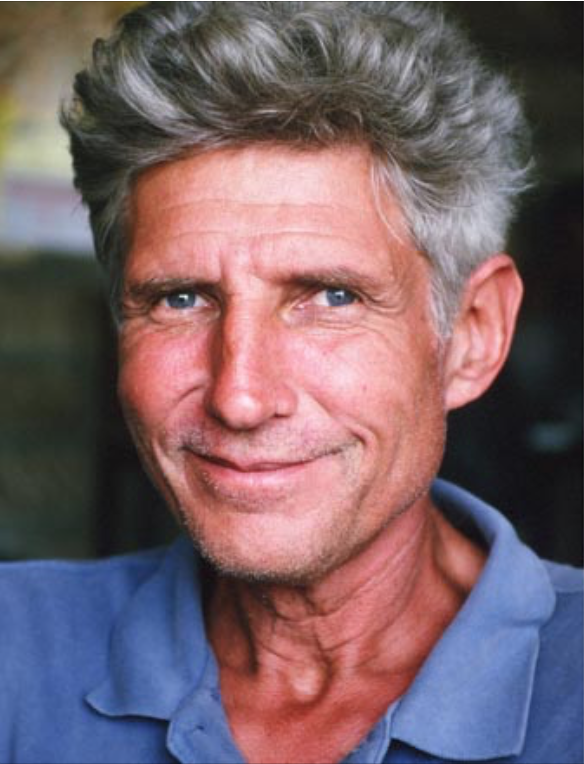
Uwe Ommer (2016)

Uwe Ommer (* 1943 in Bergisch Gladbach) ist ein deutscher international anerkannter Akt-, Mode- und Werbefotograf, der in Paris lebt.

## Leben
Uwe Ommer fotografiert seit 1957 und begann 1961 eine kaufmännische Lehre in einem Fotogeschäft. Anlässlich der Photokina wurde er 1962 mit dem Deutschen Jugendfotopreis für ein Bild fußballspielender Kinder ausgezeichnet. 1963 zog er nach Paris, wo er als Assistent des Werbefotografen Jean Pierre Ronzel arbeitete.
Er gewann 1965 und 1966 erneut den Deutschen Jugendfotopreis. Ebenfalls 1966 machte er sich als Fotograf in Paris selbständig. Er machte hauptsächlich Mode- und Werbefotos für kleinere Frauenmagazine. Für einen französischen Schuhhersteller hatte er 1968 seine erste eigene Kampagne.
Seine Fotos erschienen in Esquire, Zoom, Photographie und anderen Zeitschriften. Er machte sich aber auch einen Namen mit erotischen und exotischen Aktfotografien, die in mehreren Büchern erschienen.
Uwe Ommer änderte 1995 abrupt seine Interessen und reiste in den Jahren 1996 bis 2000 durch die fünf Kontinente, wobei 1251 Interviews und über 1000 Familienfotos entstanden, die als Projekt sozialdokumentarischer Fotografie 1.000 Families erstmals auf der Photokina 2000 in Köln gezeigt wurden.

## Werke
- Photedition 2. Verlag Photographie, Schaffhausen 1980, ISBN 3-7231-1000-2.
- Exotic. Bahia Verlag, München 1983, ISBN 3-922699-24-3.
- Black ladies. Taco, Berlin 1987, ISBN 3-89268-032-9.
- Erotic Photographs. Taco, Berlin 1988, ISBN 3-89268-044-2.
- Uwe Ommer. Benedikt Taschen Verlag, Berlin 1990, ISBN 3-89450-064-6.
- Noumia. Vents d’Ouest, Issy-les-Moulineaux 1994, ISBN 2-86967-309-4.
- Black ladies. Taschen, Köln 1995, ISBN 3-8228-8674-2.
- Asian ladies. Taschen, Köln 2000, ISBN 3-8228-7181-8.
- 1000 families : das Familienalbum des Planeten Erde. Taschen, Köln 2002, ISBN 3-8228-2264-7.
- Transit : in 1424 Tagen um die Welt. Taschen, Köln 2006, ISBN 978-3-8228-4653-7.
- Do It Yourself, zus. mit Renaud Marchand. Taschen, Köln 2007, ISBN 3-8228-5628-2.